# Lost Dogs
Lost Dogs – album kompilacyjny amerykańskiego zespołu muzycznego Pearl Jam, składający się z dwóch płyt CD. Znalazły się na nim wcześniej nie publikowane materiały ze stron B singli.

## Lista utworów

### Pierwsza płyta
1. „All Night” (Irons, Ament, Gossard, McCready, Vedder) – 3:22
  - odrzut z No Code
2. „Sad” (Vedder) – 3:39
  - odrzut z Binaural, oryginalny tytuł: „Letter to the Dead”
3. „Down” (Gossard, McCready, Vedder) – 3:15
  - strona B z „I Am Mine”
4. „Hitchhiker” (Vedder) – 3:17
  - odrzut z Binaural
5. „Don’t Gimme No Lip” (Gossard) – 2:35
  - odrzut z No Code
6. „Alone” (Abbruzzese, Ament, Gossard, McCready, Vedder) – 3:11
  - odrzut z Ten
7. „In the Moonlight” (Cameron) – 3:07
  - odrzut z Binaural
8. „Education” (Vedder) – 2:46
  - odrzut z Binaural
9. „Black, Red, Yellow” (Vedder) – 3:26
  - strona B z „Hail, Hail”
10. „U” (Vedder) – 2:53
  - strona B z „Wishlist”
11. „Leavin’ Here” (B. Holland, Dozier, E. Holland) – 2:51
  - z kompilacji Home Alive
12. „Gremmie Out of Control” (Haskell) – 2:25
  - z kompilacji Music For Our Mother Ocean Vol. 1
13. „Whale Song” (Irons) – 3:35
  - z kompilacji Music For Our Mother Ocean Vol. 3
14. „Undone” (Vedder) – 3:10
  - strona B z "I Am Mine"
15. „Hold On” (Gossard, Vedder)  – 4:22
  - odrzut z Ten
16. „Yellow Ledbetter” (Ament, McCready, Vedder) – 5:00
  - strona B z „Jeremy”

### Płyta druga
1. „Fatal” (Gossard) – 3:39
  - odrzut z Binaural
2. „Other Side” (Ament) – 4:04
  - strona B z „Save You”
3. „Hard to Imagine” (Gossard, Vedder) – 4:35
  - odrzut z Vs.
4. „Footsteps” (Gossard, Vedder) – 3:54
  - strona B z „Jeremy”
5. „Wash” (Gossard, Ament, McCready, Krusen, Vedder) – 3:48
  - strona B z „Alive”
6. „Dead Man” (Vedder) – 4:16
  - strona B z „Off He Goes”
7. „Strangest Tribe” (Gossard) – 3:49
  - ze świątecznego singla dla fanklubu w 1999
8. „Drifting” (Vedder) – 2:53
  - ze świątecznego singla dla fanklubu w 1999
9. „Let Me Sleep” (McCready, Vedder) – 2:59
  - ze świątecznego singla dla fanklubu w 1991
10. „Last Kiss” (Wayne Cochran) – 3:17
  - ze świątecznego singla dla fanklubu w 1998
11. „Sweet Lew” (Ament) – 2:11
  - odrzut z Binaural
12. „Dirty Frank” (Vedder, Gossard, Ament, McCready, Abbruzzese) – 5:42
  - strona B z „Even Flow”
13. „Brother” (Gossard) – 3:47
  - odrzut z Ten
14. „Bee Girl” (Ament, Vedder) – 9:55
  - nagranie live z występu na Rockline w 1993
  - zawiera ukryty utwór „4/20/02”, poświęcony pamięci wokalisty Alice in Chains, Layne’a Staleya[6][7].

## Pozycje na listach przebojów
| Rok  | Lista                   | Pozycja |
| ---- | ----------------------- | ------- |
| 2003 | Billboard 200           | 15      |
| 2003 | Top Internet Albums     | 15      |
| 2003 | Australian Albums Chart | 19      |
| 2003 | Irish Albums Chart      | 63      |
| 2003 | German Albums Chart     | 64      |